# 69 Leonis
69 Leonis, eller p5 Leonis, är en vit stjärna i huvudserien i stjärnbilden Lejonet.
69 Leonis har visuell magnitud +5,40 och är svagt synlig för blotta ögat vid normal seeing. Den befinner sig på ett avstånd av ungefär 530 ljusår.